# Sora Yachi
Sora Yachi (jap. 谷地 宙, * 4. Mai 2000 in Shiwa, Präfektur Iwate) ist ein japanischer Nordischer Kombinierer.

## Werdegang
Sora Yachi startete auf internationaler Ebene zum ersten Mal bei einem FIS-Rennen am 4. März 2017 in Sapporo, wo er den 22. Platz belegte.
Bei den Nordischen Junioren-Skiweltmeisterschaften 2019 in Lahti wurde er im Mannschaftswettbewerb im japanischen Team eingesetzt, in dem er mit Sakutarō Kobayashi, Daimatsu Takehana und Kodai Kimura den sechsten Platz belegte. Ein Jahr später startete Yachi in Oberwiesenthal im Einzelwettbewerb und belegte dort den 24. Platz.
Am 7. und 8. September 2019 debütierte Yachi in Planica im Grand Prix; er belegte den 22. und 39. Platz und erreichte damit einmal den Finaldurchgang und damit direkt erste Grand-Prix-Punkte. Am 17. und 18. Januar 2020 debütierte Yachi in Klingenthal im Continental Cup, wo er den 36. und 23. Rang erreichte. Seitdem kommt es zu weiteren Continental-Cup-Teilnahmen; seine beste Platzierung bisher (Stand März 2020) war ein 19. Platz eine Woche später in Rena.

## Statistik

### Grand-Prix-Platzierungen
| Saison | Platz | Punkte |
| ------ | ----- | ------ |
| 2019   | 61.   | 009    |

### Continental-Cup-Platzierungen
| Saison  | Platz | Punkte |
| ------- | ----- | ------ |
| 2019/20 | 62.   | 027    |